# Тијера Бонита (Тексас)
Тијера Бонита (енгл. Tierra Bonita) насељено је место без административног статуса у америчкој савезној држави Тексас.

## Демографија
По попису из 2010. године број становника је 141, што је 19 (-11,9%) становника мање него 2000. године.
| Група             | 2000.       | 2010.       |
| Белци             | 7 (4,4%)    | 6 (4,3%)    |
| Афроамериканци    | 0 (0,0%)    | 6 (4,3%)    |
| Азијати           | 0 (0,0%)    | 0 (0,0%)    |
| Хиспаноамериканци | 152 (95,0%) | 135 (95,7%) |
| Укупно            | 160         | 141         |